# Dějiny Kastilie a Leónu
Kastilie a León byla dvě samostatná království, která společně s Aragonií položila základ Španělského království.

## Počátky sjednocování
Kastilie a León tvořily v minulosti dvě království, k jejichž spojení došlo v roce 1230 Ferdinandem III. Svatým. Ovšem obě království se předtím spojovala již dvakrát. Poprvé v období let 1037 – 1065 pod vládou Ferdinanda I. Leónského a podruhé mezi léty 1072 – 1157. Ke třetímu a definitivnímu spojení království došlo právě v roce 1230 a nový státní útvar přijímá název Koruna Kastilie.

## Koruna Kastilie
V letech vzniku společného království navíc vrcholil rozklad moci Almohadů ve Španělsku, čehož využila řada králů, včetně Ferdinanda III. Kastilského a jeho otce Alfonse IX. Leónského. Alfons IX. postupně dobyl město Cáceres. Jeho syn Ferdinand III. při tažení povodím Guadiany znovudobyl území leónské Estremadury a v roce 1236 také centrum muslimské Andalusie – Córdobu. Jeho synovi (v té době infantu) Alfonsu X. Moudrému se podařilo připojit Murcii a roku 1243 dobýt Cartagenu. Jelikož se mezi Murcií a Córdobou nacházela velice důležitá pevnost Jaén, rozhodl se ji Ferdinand III. dobýt. Postupným dobýváním okolních měst byla celá pevnost obklíčena a obléhána. Nakonec byl vládce Jaénu donucen podepsat s kastilským králem dohodu, kdy mu předal pevnost a na oplátku měl být považován za granadského krále. O rok později se Ferdinand rozhodl dobýt také Sevillu. Postupně bylo město obléháno a dne 23. listopadu 1248 vstoupil král do Sevilly, která se mu vzdala. Roku 1264 vypukla v Murcii vzpoura. Král Alfons X. byl v té době zaměstnán vzpourou v Andalusii a tak požádal o pomoc svého tchána, krále Jaima I. Aragonského, který území Murcie dobyl, doosídlil Katalánci a předal Alfonsi X.

## Koruna Kastilie během stoleté války
Roku 1350 připojil král Alfons XI. ke Koruně Kastilie také Gibraltar. Ještě dříve uzavřel spojenectví s Anglií, díky čemuž zapojil Korunu do stoleté války. Po jeho smrti (zemřel pravděpodobně na mor při obléhání Gibraltaru) se novým vládcem stal Pedro I. Ten se v letech 1356 – 1361 střetl s Aragonií v tzv. „válce dvou Pedrů“. Na straně Aragonie, podporované Francií, bojoval také levoboček Enrique II. z Trastámary. Roku 1365 zavraždil bratra Pedra I., za asistence francouzského krále Jana II. se prohlásil kastilským králem a založil novou Trastámarskou dynastii. Nové spojenectví Kastilie s Francií pokračovalo ve válce s Anglií, která byla roku 1372 poražena v námořní bitvě u La Rochelle. Angličané jako nové spojence získali Portugalsko a Navarru, ovšem oba tyto státy Kastilie porazila. Roku 1375 byla Anglie nucena podepsat bruggský mír. Ovšem už o dva roky později byl mír porušen, když se v Anglii vylodila francouzsko-kastilská vojska a část kastilské armády se dostala až k Londýnu. Spor s Anglií skončil v roce 1388, kdy byla uzavřena dohoda. Podle ní mělo dojít ke sňatku syna kastilského krále Juana I., prince Enriqua III., s Kateřinou z Lancasteru.
V 15. století se politika Kastilie orientovala hlavně na muslimské království v Granadě. V roce 1457 byl definitivně připojen Gibraltar, v následujících letech také města Ronda, Málaga a v roce 1492 také centrum Granada. V letech 1474 – 1479 se Kastilie dostala do války s Portugalskem, protože si král Alfons V. Portugalský nárokoval kastilskou korunu. Válka byla ukončena mírem, kterým Kastilie získala Kanárské ostrovy a naopak se vzdala organizování výprav do jižního Atlantiku.

## Spojení s Aragonií
Roku 1469 došlo ke sňatku sestry Enriqua IV. Kastilského, Isabely, se synem Juana II. Aragonského, tehdy sicilského krále Ferdinanda. Cíle tohoto sňatku bylo získání podpory Kastilie ve sporu Aragonie s Francií, která se snažila získat její državy v Katalánsku. V této době navíc vrcholila občanská válka. Enrique IV. se obrátil s prosbou o pomoc na portugalského krále Alfonse V. Roku 1476 se kastilsko-portugalská vojska v bitvě u Tora střetla s vojsky kastilsko-aragonskými. Kastilsko-portugalská armáda byla drtivě poražena a po smrti Juana II. Aragonského v roce 1479 (Enrique IV. Kastilský zemřel již v roce 1474) došlo ke spojení Koruny Kastilie a Koruny Aragonie pod vládou Katolických králů, Isabely I. Kastilské a Ferdinanda II. Aragonského.
Spojením těchto dvou království se zároveň Ferdinand stal regentem Kastilie (k faktickému naplnění došlo až po smrti Isabely) a Isabela, na základě privilegia vydaného Ferdinandem, spoluregentkou Koruny Aragonie. Katoličtí králové také přistoupili k podřízení stavů (tj. šlechty, měst, církve a kortesů) královské moci. Isabele se podařilo potlačit vzpouru v Andalusii a Galicii a šlechta poté byla podmaněna. Města se musela v případě Koruny Kastilie podřídit dohledu vládních úředníků (corregidorů). Ovšem v případě Koruny Aragonie se o obsazení funkcí radních rozhodovalo na základě hlasování. Také došlo k reformě církve a k reorganizaci Rad. Královská rada pro Kastilii získala pravomoc zasahovat i do zákonodárných funkcí kortesů. Také vznikly nové rady – Rada pro Aragonsko, Inkviziční rada, Rada pro vojenské řády apod. Všechny tyto rady měly výhradně poradní charakter.
Isabela I. Kastilská zemřela dne 25. listopadu 1504 a ve své závěti jmenovala nástupkyní svou dceru Juanu, manželku arcivévody Filipa Habsburského. Pokud by však kvůli své psychické chorobě nebyla sama schopna vládnout, měl se regentem stát Ferdinand a to do doby než její prvorozený syn Karel dosáhne plnoletosti. Ferdinand se skutečně stal regentem, ale na odpor se mu postavil Filip, podporovaný kastilskou vyšší šlechtou. Dne 24. listopadu 1505 uzavřel Ferdinand s Filipem v Salamance smlouvu, na jejímž základě měli Juana a Filip vládnout v Kastilii jako králové a Ferdinand jako doživotní guvernér. Ovšem již krátce po jejich příchodu se vztah Filipa s Ferdinandem vyostřil a ten byl nucen se vrátit do Aragonie. Ovšem Filip brzy poté umírá a regentem v Kastilii se opět stává Ferdinand. Během tohoto druhého regentského období v letech 1507 – 1516 připojil Navarru.

## Počátky Španělského království
Ferdinand v závěti jmenoval svým nástupcem Karla, syna Juany a Filipa Habsburského. Až do jeho příchodu do Španělska měl být regentem Alfons Aragonský, arcibiskup zaragozský. Karel se stal také dědicem Kastilie, kde byl regentem jmenován kardinál Cisneros. Roku 1517 s příchodem Karla I. Habsburského do Španělska dochází k definitivnímu spojení Koruny Kastilie a Koruny Aragonie do jednoho státního útvaru, Španělského království.